# Hachimoji DNA
Hachimoji DNA (fra japansk 八文字 hachimoji = otte bogstaver) er et syntetisk DNA, der ud over de fire naturlige nukleinbaser i DNA (nemlig A, T, G og C) bruger yderligere fire syntetiske baser: P, Z, B og S.
Den genetiske kode kan dermed fordobles til en “syntetisk” kode med otte bogstaver. Det nye syntetiske DNA har således fire forskellige basepar, to nye syntetiske basepar, PZ og BS, dannet af de nye syntetiske baser ud over de to normale par, AT og GC (se skemaerne).
Forsøg med det nye syntetiske DNA har vist at det kan transkripteres til hachimojo RNA med en modificeret polymerase, hvorved der kunne produceres en type katalytisk RNA (ribozym eller aptamer).
Fordelene ved en udvidet DNA-kode kunne omfatte lagring af stærkt komprimerede data, dvs. en forbedret genetisk kode, samt indsigt i livets generelle kemiske forudsætninger dvs. hvad man også kunne forvente af eventuelt udenjordisk liv.

En anden fordel kunne være ved udvikling af nye lægemidler.
| Base | Base | Kemisk navn | Kemisk formel | SMILES                        | Kemisk struktur | ChemSpider | PubChem   |
| ---- | ---- | --- | ------------- | ----------------------------- | --------------- | ---------- | --------- |
| P    | P    | 2-Aminoimidazo[1,2a][1,3,5]triazin-4(1H)-one 2-amino-8-(1′-b-D-2′-deoxyribofuranosyl)-imidazo-[1,2a]-1,3,5-triazin-[8H]-4-one[1] | C5H5N5O       | C1=CN2C(=O)NC(=NC2=N1)N       |                 | 10205066   | 135600909 |
| Z    | Z    | 6-Amino-5-nitropyridin-2-ol 6-amino-3-(1′-b-D-2′-deoxyribofuranosyl)-5-nitro-1H-pyridin-2-one[1]                                 | C5H5N3O3      | C1=CC(=O)NC(=C1[N+](=O)[O-])N |                 | 9357814    | 11182729  |
| B    | B    | Isoguanine 6-amino-9[(1′-b-D-2′-deoxyribofuranosyl)-4-hydroxy-5-(hydroxymethyl)-oxolan-2-yl]-1H-purin-2-one[1]                   | C5H5N5O       | C1=NC2=NC(=O)NC(=C2N1)N       |                 | 69351      | 76900     |
| S    | rS   | Isocytosine | C4H5N3O       | C1=CN=C(NC1=O)N               |                 | 60309      | 66950     |
| S    | dS   | 1-Methylcytosine 3-methyl-6-amino-5-(1′-b-D-2′-deoxyribofuranosyl)-pyrimidin-2-one[1]                                            | C5H7N3O       | CN1C=CC(=NC1=O)N              |                 | 71474      | 79143     |